# Macehualli
Un « macehualli » (pl. « macehualtin » ; s'orthographie également sans H) est un mot nahuatl désignant, dans la société aztèque, un membre de la classe sociale la plus basse hormis celle des esclaves. Ils ne bénéficiaient pas des mêmes privilèges que les familles de dignitaires (« tetecuhtin » et « pipiltin »), les négociants (« pochteca »), les prêtres, les militaires ni les artisans (« tolteca », « amanteca » et « teocuitlahuaque »).
Les macehualtin devaient à l'État aztèque le service militaire, un tribut et la participation aux travaux collectifs. Ils pouvaient posséder des biens, se marier avec des personnes libres et avoir des enfants libres.